# Румянцев, Пётр Васильевич
Пётр Васильевич Румянцев (3 июня 1859, Москва—15 мая 1929, Сураж) ― участник I съезда РСДРП.

## Биография
После гимназии учился в Московском коммерческом училище, затем работал земским счетоводом в Твери. Познакомившись с марксистской литературой, стал вести с крестьянами пропагандистские беседы, из-за которых в 1882 году был арестован и сослан на три года в Акмолинск. С 1884 года жил в Тифлисе, работал счетоводом на строительстве Тифлисско-Сухумской железной дороги. С сентября 1895 года в Минске, служил помощником контролёра Контроля Либаво-Роменской железной дороги.

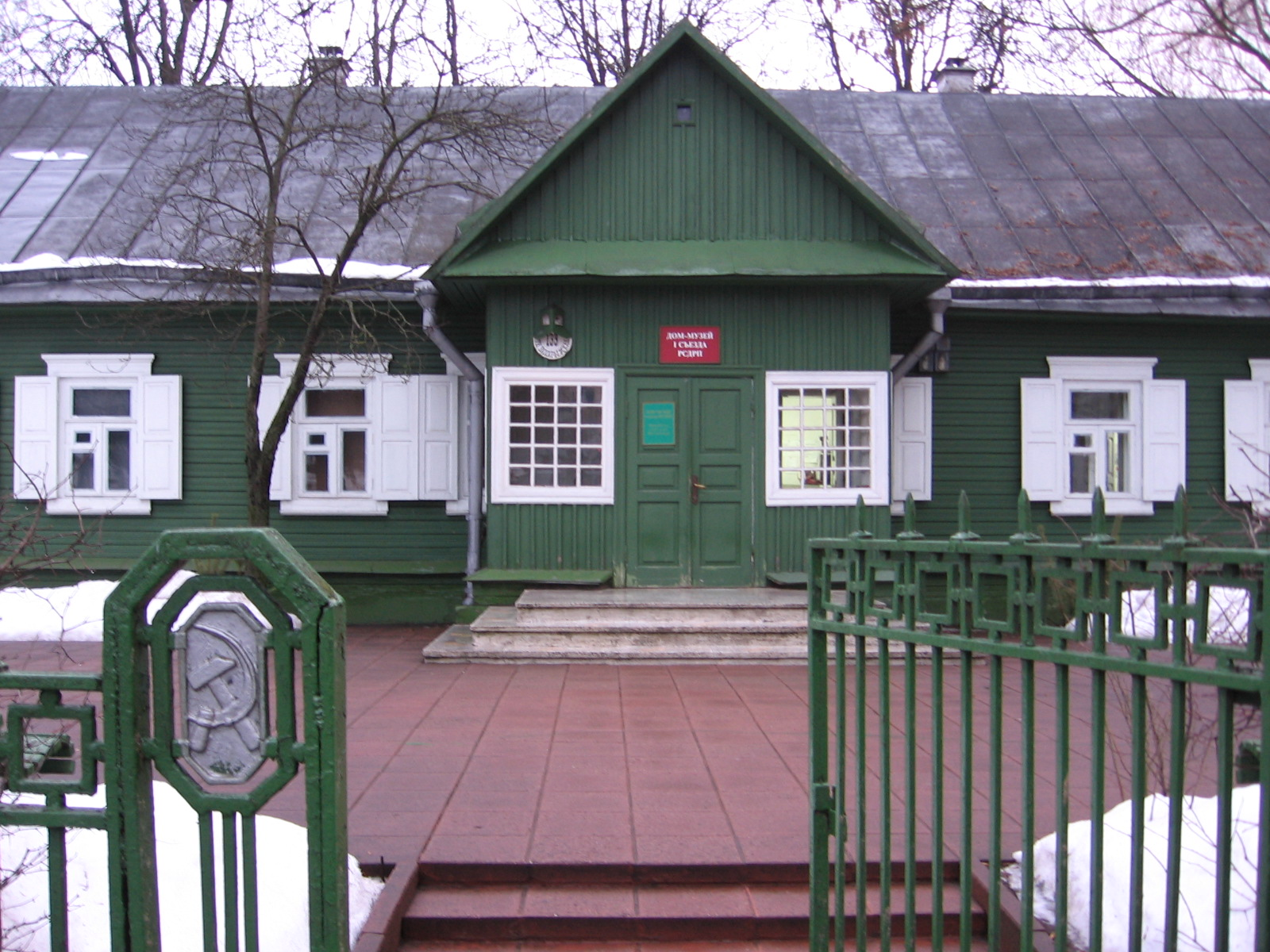
Дом-музей I съезда РСДРП

В Минске познакомился с Григорием Гершуни и другими революционерами. Снимал квартиру из 4-х комнат в доме на Захарьевской улице, принадлежавшем Франтишке Ржецкой. В одной из комнат 1 (13) марта 1898 года состоялся I съезд РСДРП, ставший историческим событием. Съезд проходил под видом празднования именин жены Румянцева ― Ольги Михайловны. В 1923 году, ― 25-ю годовщину съезда, ― в доме открыт музей. Здесь принимали в комсомол и пионеры, встречали значимых гостей.
В июле 1898 году сослан в Киевскую губернию, с апреля 1901 года в Минске, Жлобине. В 1905―1907 годах заместитель председателя Минской окружной крестьянской организации при РСДРП. После 1917 года служил контролёром Контроля Западной железной дороги. В 1924 году, получив статус персонального пенсионера, переехал в Сураж. Скончался в 1929 году. На торжественном открытии кладбищенского памятника в 1964 году выступали представители обкома КПСС, комсомола, трудовых коллективов.
Именем Румянцева названы улицы в Минске и Сураже.
Белорусский писатель-историк Леонид Моряков критически относится к официальной биографии Румянцева, считая, что в ней много неясностей.